# Rosenák Miksa
Rosenák Miksa, névváltozata: Rozenák (Nádas, 1867. március 27. – New York, USA, 1959. szeptember 25.) sebészorvos, a Budapesti Ortodox Izraelita Kórház igazgató-főorvosa, Leopold Rosenak (1868–1923) rabbi bátyja.

## Életpályája
Rosenák Sámuel kereskedő fiaként született. A Ciszterci Rend Bajai Katolikus Főgimnáziumában (1878–1886) érettségizett, majd a Budapesti Tudományegyetem Orvostudományi Karának hallgatója lett. Oklevének megszerzése után a Pesti Izraelita Hitközség Szabolcs Utcai Kórházában dolgozott alorvosként. Később a Szent István Kórház sebész-főorvosa lett. Az első világháború idején (1915) ezredorvosi kinevezést kapott. 1919 áprilisában a Városmajor utcai Szanatóriumhoz került. Irányításával és Braun Bernát magyarországi származású milliomos támogatásával 1920 februárjára modern kórházzá alakították át a szanatórium épületét és Braun Bernát testvéréről, az első világháborúban hősi halált halt Bíró Dánielről nevezték el. Ettől kezdve haláláig igazgató főorvosként vezette az intézményt. Az ortodox hitközség a Kertész utca 32. szám alatt levő, saját házában külön nyilvános rendelőintézetet nyitott, mely szintén az ő igazgatása alatt állt. 1932 januárjában a közegészségi szolgálat terén sok éven át kifejtett értékes munkássága elismeréséül megkapta a magyar királyi egészségügyi főtanácsosi címet. 1935 júliusában nyugalomba vonult, azonban a zsidó közéletben továbbra is aktív maradt: vállalta az Áhávász Réim Országos Felebaráti Szeretet Egylet elnöki tisztségét, közreműködött a községkerületek és az Országos Rabbiképző Intézet vezérlő bizottsága ülésein.
1920-től tagja volt a Fővárosi Bizottságnak és már korábban tagja lett a Pesti Izraelita Hitközség választmányának és az Izraelita Magyar Irodalmi Társulatnak. Munkatársa volt több hazai és külföldi orvostudományi szaklapnak

## Családja
Házastársa Behr Blanka (1881–1965) írónő volt, Behr Jakab nagykereskedő, paksi hitközségi elnök és Spitzer Karolina lánya, akivel 1900. június 12-én kötöttek házasságot Pakson.
Gyermekei:
- Rosenák István (1901–1990) sebész
- Rosenák Margit (1903–?). Férje Berend Béla (1890–1972) ügyvéd.

## Művei (válogatás)
- Makroglossia, lingua lobata cum cystis mucosis multilocularibus. Feldmann Ignáccal. (Gyógyászat, 1905, 6–7.)
- Kultur-orthodoxok. (Egyenlőség, 1912, 36–37.)
- Zsidó orvosok az emberiség szolgálatában. (Egyenlőség, 1920, 4.)
- Intraabdominalis (retrograd) cseplesztorsio két esete. (Gyógyászat, 1922, 3.)

## Díjai, elismerései
- Porosz Vöröskereszt Érem III. osztálya